# 慶應義塾大学SFC研究所
慶應義塾大学SFC研究所（けいおうぎじゅくだいがく エスエフシーけんきゅうじょ、英称:Keio Research Institute at SFC、略称:KRIS）は、慶應義塾大学湘南藤沢キャンパスに設置されている全3学部・2研究科の附属研究所である。
諸科学協調の立場から、国内外の様々な関連活動と双方向の連携をとりながら先端的研究を行っている。社会の発展に寄与することをその目的としており、産官学による研究を推進している。

## 研究分野
- キャリア・リソース・ラボ
- インターネット・リサーチ・ラボ
- ジオ・インフォマティクス・ラボ
- システムバイオロジー・ラボ
- Auto-ID ラボ
- ユビキタスコンピューティング＆コミュニケーション・ラボ
- プラットフォームデザイン・ラボ
- ヘルスケア・インフォマティクス・リサーチ・ラボ
- ケータイ・ラボ
- インタラクションデザイン・ラボ
- 地域協働・ラボ
- オープン無線プラットフォーム・ラボ
- アジア政策・ラボ
- 見える化・ラボ
- 次世代 Web応用技術・ラボ
- アグリインフォマティックス・ラボ
- 電子自治体開発研究・ラボ
- 日本研究プラットフォーム・ラボ
- インターネットと社会・ラボ
- 湘南音楽音響・ラボ

## World Wide Web Consortium アジア拠点
SFC研究所は、World Wide Webで使用される各種技術の標準化を推進する為に設立された標準化団体のWorld Wide Web Consortium（W3C）を、米国のマサチューセッツ工科大学MITコンピュータ科学・人工知能研究所、フランスのERCIM、中国の北京航空航天大学とともに運営している。SFC研究所は、中国を除くアジア圏を担当している。環境情報学部教授で「日本のインターネットの父」と称されている村井純が中心になっている。

## 湘南みらい都市研究機構
2020年12月4日、SFC研究所は近隣5市町（藤沢市、鎌倉市、茅ヶ崎市、逗子市、寒川町）と次世代の都市づくりを目指す研究コンソーシアム「湘南みらい都市研究機構」を設立した。これにより、産学官や金融機関などと協力し、先端技術や知見を生かし地域の発展や人材育成などにつなげ、「湘南発のより豊かな未来都市づくり」を主導している。

## 受入れ研究者
SFC研究所では無給研究員を「上席所員」または「所員」という肩書きで受け入れている。基本的には上席所員は修士号をもつ者で、所員は学部卒である。受入れ研究者となるにはSFCの常勤教員の了承のもと、登録料年5万円を支払う必要がある。